# Главачек, Ладислав
Ладислав Главачек (чеш. Ladislav Hlaváček, 26 июня 1925 — 21 апреля 2014) — чехословацкий футболист, игравший на позиции нападающего.

## Карьера игрока

### Клубная
В чемпионате Чехословакии играл за команды АФК (Колин), «Славия» и «Дукла». Выигрывал чемпионат Чехословакии в 1948 и 1956 годах, в 1949 стал лучшим бомбардиром чемпионата.

### В сборной
В сборной сыграл 15 игр и забил 5 голов. Участвовал в чемпионате мира 1954 года.